# Modèle de Kübler-Ross

Schéma inspiré des étapes du deuil selon le modèle de Kübler-Ross

Le modèle de Kübler-Ross, ou les cinq étapes du deuil, postule une série d'émotions ressenties par des malades en phase terminale avant leur mort. Ces cinq étapes sont le déni, la colère, le marchandage, la dépression et l'acceptation.

## Modèle de Kübler-Ross en 5 étapes
Le modèle est proposé pour la première fois par la psychiatre suisse Élisabeth Kübler-Ross dans son livre de 1969 Les derniers instants de la vie, et est inspiré par ses travaux sur les patients en phase terminale d'une maladie. Motivée par le manque de données dans les études médicales sur la fin de vie, Kübler-Ross étudie la mort et ceux qui y font face à la faculté de médecine de l'université de Chicago. Le projet de Kübler-Ross évolue en une série de séminaires qui, avec les entretiens avec des patients et des recherches précédentes, sont la base de son livre. Kübler-Ross fait également valoir que ces étapes ne sont pas nécessairement dans l'ordre indiqué ci-dessus, toutes les étapes ne sont pas non plus vécues par tous les patients, mais chaque victime en vit toujours au moins deux. Elle déclare être passée elle-même par les deux premières phases lors des huit dernières années de sa vie.
Kübler-Ross n'est pas la première à construire des modèles par stade, puisque des théoriciens et cliniciens du deuil tels que Erich Lindemann, Collin Murray Parkes et John Bowlby ont utilisé des modèles similaires de phases dès les années 1940.
Depuis la publication de On Death and Dying, le modèle de Kübler-Ross est connu du public (souvent sous l'acronyme DABDA, tiré de son nom anglais) : il est ainsi le cœur d'un épisode de la série Dr House. Cependant, il ne fait pas l'unanimité parmi les chercheurs.
Les cinq étapes du modèle sont : 
1. Déni (denial). Exemple : « Ce n'est pas possible, ils ont dû se tromper. »
2. Colère (anger). Exemple : « Pourquoi moi et pas un autre ? Ce n'est pas juste ! »
3. Marchandage (bargaining). Exemple : « Laissez-moi vivre pour voir mes enfants être diplômés, se marier… », « Je ferai ce que vous voudrez, faites-moi vivre quelques années de plus. »
4. Dépression (depression). Exemple : « Je suis si triste, pourquoi se préoccuper de quoi que ce soit ? », « Je vais mourir… Et alors ? », « Je vais bientôt mourir, alors à quoi tout cela sert-il ? »
5. Acceptation (acceptance). Exemple : « Maintenant, je suis prêt, j'attends mon dernier souffle avec sérénité. », « Ça va aller. », « Je ne peux pas le combattre ; je fais aussi bien de me préparer. »

## Critiques
Les critiques de ce modèle en cinq étapes reposent principalement sur le manque de recherche empirique et l'absence de preuves. Parmi d'autres critiques, le modèle de Kübler-Ross se voit reprocher le fait qu'il est le produit d'une culture particulière à un moment donné, et qu'il n'est donc pas applicable aux personnes d'autres cultures. Ces arguments ont été avancés par de nombreux experts, tels que Robert J. Kastenbaum (1932-2013), gérontologue reconnu, qui a soulevé les points suivants,: 
- L'existence de ces étapes n'a pas été démontrée de manière empirique.
- Aucune preuve n'existe que les gens passent effectivement du stade 1 au stade 5.
- Les ressources, les contraintes et les caractéristiques de l'environnement immédiat font une énorme différence et ne sont pas prises en compte.

Une étude réalisée en 2003 sur des personnes endeuillées par Maciejewski et ses collègues de l'Université Yale montre des résultats mitigés, les uns compatibles avec l'hypothèse d'un modèle en cinq étapes, les autres incompatibles.
George Bonanno, professeur de psychologie clinique à l'Université Columbia, dans son livre The Other Side of Sadness: What the New Science of Bereavement Tells Us About Life After a Loss, cite une recherche sur des milliers de sujets pendant deux décennies qui conclut que la résilience psychologique naturelle est la composante principale du deuil et qu'il n'y a pas d'étapes à passer. Le travail de Bonanno démontre également que l'absence de symptômes de deuil ou de traumatisme est un résultat sain,.
Kübler-Ross a reconnu la variabilité et la complexité des expériences individuelles, en utilisant les soi-disant « stades » de réponses émotionnelles comme cadre pour décrire des modèles communs. Elle a explicitement décrit ces stades comme un dispositif heuristique, en notant qu’il s’agit de catégories artificiellement isolées pour plus de clarté, sachant que les réponses émotionnelles sont fluides et se chevauchent. Dans son livre, Kübler-Ross a averti à plusieurs reprises que ces « stades » peuvent se chevaucher, se produire simultanément ou être complètement ignorés, et elle a même placé le terme « stades » entre guillemets dans la représentation schématique du livre pour souligner leur nature provisoire. L’objectif principal de On Death and Dying était de remodeler fondamentalement les attitudes envers les expériences des patients mourants en plaidant pour une approche plus humaine et centrée sur le patient dans la pratique médicale et au-delà, plutôt que de simplement définir l’expérience de la mort en « stades ».

## Échos dans la culture populaire
- « Acceptation », Dr House (épisode 1, saison 2)[3]. Première diffusion: 13 septembre 2005. Direction: Daniel Attias. Scénario : Russel Friend & Garrett Lerner.
- D'après une théorie populaire, le jeu vidéo The Legend of Zelda: Majora's Mask prendrait les cinq phases du deuil comme inspiration pour les cinq environnements : « La ville de Bourg Clocher » (le déni : personne ne croit que la lune va tomber), « le palais Mojo » (la colère : ils sont tous violents et méchants, ivres de rage), « Le pic des neiges ou la vallée Goron » (le marchandage : le fantôme de Darmani, un héros Goron, négocie sa résurrection ), « la grande baie, peuple Zora » (la dépression de Lulu qui a perdu sa voix), enfin « le canyon Ikana ou la vallée des morts » (l'acceptation : aucun être vivant ne peuple cette vallée, tous acceptent que la vie est finie, le temple figure le paradis, la tour inversée renvoie en enfer).
- Le jeu vidéo RiME, développé par Tequila Works et sorti en mai 2017 raconte l'histoire d'un deuil entre un petit garçon et son père. Le jeu est divisé en 5 chapitres correspondant aux 5 étapes du deuil cités dans cet article.
- Le jeu vidéo Gris, développé par Nomada Studio et sorti en décembre 2018, aborde les 5 étapes en les intégrant au sein même de son gameplay au travers de ses 4 tableaux (le déni étant traité au tout début du jeu, dans une zone optionnelle) et des couleurs utilisées (notamment du rouge pour la colère, le bleu pour la dépression ou du jaune pour l'acceptation). Le modèle de Küber-Ross est explicitement cité au travers de 5 succès déblocables dans le jeu.
- Houellebecq cite cette théorie dans son ouvrage Anéantir.

## Dans la musique populaire
Au cours des premières années, les artistes ont commencé à explorer ces thèmes avec des titres tels que « The Five Stages of Grief » de One Thousand Shadows (2013) et « The Five Stages of Loss and Grief » de Our Existence Is Punishment (2013). En 2017, l'intérêt a augmenté avec plusieurs sorties, notamment « The Stages of Grief » de Lexi Scherr et « Stages of Grief » de Dabda, signalant une tendance croissante à aborder ces étapes psychologiques à travers la musique.
La tendance a continué à prendre de l'ampleur dans les années 2020. Parmi les exemples notables, citons « Five Stages of Grief » de Gerard White (2021) et « Dark Affliction » de felperc (2021), qui soulignent tous deux la pertinence continue du cadre de Kübler-Ross. Cette période a également vu une expansion de l'exploration thématique avec des morceaux comme « Lingering Fear » (2020) et « Rose Starring » (2021), reflétant diverses interprétations des étapes du deuil.
L'augmentation de ces dernières années a été particulièrement prononcée. Par exemple, rien qu'en 2024, le nombre de sorties s'est élargi pour inclure « The Five Stages of Grief » de The Reflecting Pool et « Stages of Grief » de Luminous Fade, parmi plus de vingt-cinq autres groupes. Cette année a vu un nombre sans précédent d'albums et de singles consacrés à l'exploration des cinq étapes du deuil, avec des titres tels que « Five Stages of Grief » d'Obsidian Melancholy et « Stages of Grief » de Resonant Despair contribuant à cette tendance.
Plusieurs groupes ont adopté le terme « Five Stages of Grief » (les cinq étapes du deuil) comme nom, soulignant l’impact profond de ces concepts sur la scène musicale. Par exemple, des groupes comme Five Stages of Grief (2000) et Five Stages of Grief (2001) ont émergé, chacun explorant les thèmes de la perte et de la transition émotionnelle à travers leur musique. Cette tendance se poursuit avec des groupes contemporains tels que Five Stages of Grief (2022) et Five Stages of Grief (2023), illustrant la résonance durable du modèle et son intégration dans le paysage musical plus large.